# Irodotos FC
El Irodotos FC (en griego: Ποδοσφαιρικός Αθλητικός Σύλλογος Αλικαρνασσού Ηρόδοτος) es un equipo de fútbol de Grecia que juega en la Gamma Ethniki, la tercera división nacional.

## Historia
Fue fundado el 18 de junio de 1932 en la ciudad de Nueva Alicarnasos en la región de Heraklion por un grupo de inmigrantes de Asia Menor que huían de la guerra greco-turca (1919-1922) y el nombre del club es por el historiador Heródoto.
Es uno de los equipos más exitosos de Heraklion con constantes apariciones en segunda y tercera división.

## Rivalidades
Su principal rival es el OFI Creta a pesar de no haberse enfrentado en partidos de liga desde hace más de 30 años.

## Palmarés
- Gamma Ethniki (1): 1975-76
- Delta Ethniki (3): 1991–92, 2003–04, 2020–21
- Greek Football Amateur Cup (1): 2016–17
- Amateurs' Super Cup Greece (1): 2016–17
- Campeonato de Heraklion FCA[1] (7): 1964−65, 1968−69, 1971−72, 1975−76, 2000−01, 2001−02, 2016−17
- Copa de Heraklion FCA[2] (8): 1975−76, 1994−95, 2001−02, 2005−06, 2007−08, 2012−13, 2015−16, 2016−17